# Dalteparine
Dalteparine is een klein-moleculaire (of laag-moleculaire) heparine. Het wordt verkocht onder de merknaam Fragmin door Pfizer. Zoals andere laag-moleculaire heparines wordt dalteparine gebruikt in de behandeling van of ter voorkoming van trombose. Het wordt in de thuissituatie alleen subcutaan gebruikt. Als er te veel Fragmin is toegediend, kan dit tegengegaan worden door protamine toe te dienen.